# Núcleo Rural Vargem Bonita
O Núcleo Rural Vargem Bonita é uma comunidade da região administrativa de Park Way, no Distrito Federal. A comunidade é dividida em chácaras de produção agrícola e lotes residenciais.
Possui um pequeno posto de saúde, uma escola pública, poucos lugares para lazer e o comércio é praticamente inexistente.
Tem importante atuação na agricultura/abastecimento de alimentos para o Distrito Federal.

## Agricultura
A comunidade faz parte do cinturão verde criado por agricultores nipo-brasileiros, denominado de Cinturão Verde de Brasília, esse cinturão foi criado com o objetivo de suprir as necessidades da população do Distrito Federal, pois em 1957, quando a futura capital do Brasil estava sendo construída, o solo da região era muito ácido, o que apresentava uma dificuldade extra para a produção de alimentos, que até então eram trazidos de outras regiões. Foi então que o presidente Juscelino Kubitschek teve a ideia de "importar" famílias japonesas para a região, foi então que o diretor da Novacap, Israel Pinheiro, convidou as primeira famílias para a região. De acordo com a Federação das Associações Nipo-Brasileiras do Centro-Oeste, as principais colônias estão em Riacho Fundo, Incra e Vargem Bonita. Mas há também agricultores nikkeis nas áreas rurais de Taguatinga e Planaltina. Sendo que só a região de Vargem Bonita é responsável por 40% do abastecimento do mercado do Distrito Federal e das 67 chácaras do local, 43 ainda pertencem aos colonos japoneses e seus descendentes. Além do hortifruti, oferece a legítima culinária japonesa e também atividades culturais do Japão como o grupo de dança e percussão Ryukyu Koku Matsuri Daiko. Duas atividades que já faz parte do calendário da região é a festa japonina no mês de julho e o festival gastronômico em outubro. A produção anual de hortifruti é de 12 mil toneladas.